# Алексієвка (Ядринський район)
Алексі́євка (рос. Алексеевка, чув. Алексеевка) — присілок у Чувашії Російської Федерації, у складі Чебаковського сільського поселення Ядринського району.
Населення — 109 осіб (2010; 134 в 2002, 266 в 1979, 338 в 1939, 265 в 1926).

## Історія
Присілок заснований 1921 року, селяни займались землеробством, тваринництвом. 1932 року створено колгосп «Красносурськ». До 1926 року присілок входив до складу Ядринської, потім Малокарачкінської волостей Ядринського повіту, після переходу 1927 року на райони — у складі Ядринського району.